# Stanisław Ciechan
Stanisław Julian Ciechan (ur. 13 lutego 1932 w Trawnikach, zm. 21 marca 1997 w Chełmie) – polski architekt i polityk, poseł na Sejm PRL VIII kadencji.

## Życiorys
Syn Józefa i Anny. Posiadał wykształcenie podstawowe, pracował w kilku miejscach jako robotnik (m.in. od maja 1959 jako wypalacz klinkieru w Kombinacie Cementowym „Chełm” w Chełmie).
Należał do Związku Młodzieży Polskiej i Związku Młodzieży Socjalistycznej. 27 listopada 1951 wstąpił do Polskiej Zjednoczonej Partii Robotniczej. Od kwietnia 1973 do czerwca 1975 zasiadał w Komitecie Wojewódzkim partii w Lublinie. W latach 1975–1981 był członkiem egzekutywy KW w Chełmie. Od 12 grudnia 1975 do 15 lutego 1980 był zastępcą członka Komitetu Centralnego PZPR. W latach 1980–1985 pełnił mandat posła na Sejm PRL VIII kadencji, reprezentując okręg Chełm. Zasiadał w Komisji Budownictwa i Przemysłu Materiałów Budowlanych oraz w Komisji Obrony Narodowej.
Pochowany na cmentarzu komunalnym w Chełmie.